# Fordia splendidissima
Fordia splendidissima là một loài thực vật có hoa trong họ Đậu. Loài này được (Miq.) Buijsen miêu tả khoa học đầu tiên.